# 김사용 (법조인)
김사용(金仕龍, 1916년 10월 28일~1991년 6월 3일)은 대한민국의 법조인 출신 정치인이다. 제11대 국회의원을 지냈다.

## 생애
경상북도 의성군 출신으로 일본 주오 대학 법학과를 졸업하고 고등문관시험 사법과에 합격했다. 1946년부터 서울지방검찰청에서 검사로 근무했으며 1952년부터 대구지방검찰청 차장검사로 근무했다. 1954년부터 1960년 사이에 춘천지방검찰청(1954년 9월 11일 ~ 1955년 10월 25일)·대전지방검찰청(1955년 10월 26일 ~ 1957년 10월 4일)·대구지방검찰청(1957년 10월 5일 ~ 1960년 6월 26일)·청주지방검찰청(1960년 6월 27일 ~ 1960년 9월 23일) 검사장을 역임했다.
1960년 9월 19일에 3.15 부정선거에 연루된 책임을 지고 법무부에 사표를 제출한 다음에는 한동안 변호사로 근무했다. 1972년부터 1980년까지 통일주체국민회의 운영위원을 역임했으며 1980년에는 전두환의 신군부에 의해 설립된 국가보위입법회의 입법의원, 정치관계법 특별위원장을 역임했다. 1981년에 실시된 대한민국 제11대 국회의원 선거에서 민주정의당 전국구 후보로 출마하여 당선되었고 한일의원연맹 법적 지위 특별위원장을 역임했다.

## 역대 선거 결과
| 실시년도 | 선거  | 대수 | 직책     | 선거구 | 정당       | 득표수      | 득표율         | 순위 | 당락 | 비고 |
| -------- | ----- | ---- | -------- | ------ | ---------- | ----------- | -------------- | ---- | ---- | ---- |
| 1981년   | 총선  | 11대 | 국회의원 | 전국구 | 민주정의당 | 5,776,624표 | \| \| 35.6% \| | 24번 |      | 초선 |
|          | 35.6% |      |          |        |            |             |                |      |      |      |